# Минхберг
Минхберг (њем. Münchberg) град је у њемачкој савезној држави Баварска. Једно је од 27 општинских средишта округа Хоф. Према процјени из 2010. у граду је живјело 11.087 становника. Посједује регионалну шифру (AGS) 9475154.

## Географски и демографски подаци
Минхберг се налази у савезној држави Баварска у округу Хоф. Град се налази на надморској висини од 546 метара. Површина општине износи 68,8 km². У самом граду је, према процјени из 2010. године, живјело 11.087 становника. Просјечна густина становништва износи 161 становника/km².